# Éthionine
L'éthionine est un acide aminé soufré non protéinogène structurellement dérivé de la méthionine par remplacement du groupe méthyle terminal par un groupe éthyle.
C'est un antimétabolite et un antagoniste de la méthionine. Elle interfère avec l'incorporation de la méthionine dans les protéines car les aminoacyl-ARNt synthétases ne distinguent pas cet acide aminé protéinogène de la norleucine ni de l'éthionine, et interfère également avec l'utilisation par la cellule de l'ATP. Elle est donc très toxique et cancérogène.
L'éthanethiol est le produit odorant volatil issu de l'éthionine contenue dans la pulpe du durian qui lui donne son odeur nauséabonde.